# Raimo Seppänen
Raimo Kalevi Seppänen (ur. 21 października 1950 w Suomussalmi) – fiński biathlonista, dwukrotny medalista mistrzostw świata.

## Kariera
Pierwszy sukces osiągnął w 1971 roku, kiedy na mistrzostwach świata juniorów w Hämeenlinna wywalczył srebrny medal w sztafecie. W zawodach Pucharu Świata zadebiutował 15 stycznia 1978 roku w Ruhpolding, zajmując trzecie miejsce w sztafecie. Pierwsze punkty zdobył 2 marca 1978 roku w Hochfilzen, gdzie zajął 21. miejsce w biegu indywidualnym. Nigdy nie stanął na podium indywidualnych zawodów tego cyklu.
Podczas mistrzostw świata w Vingrom w 1977 roku wspólnie z Erkkim Antilą, Simo Halonenem i Heikkim Ikolą zdobył srebro w sztafecie. W tym samym składzie Finowie zajęli też drugie miejsce na mistrzostwach świata w Ruhpolding dwa lata później. Na tej samej imprezie był również piąty w biegu indywidualnym. Brał też udział w igrzyskach olimpijskich w Lake Placid w 1980 roku, gdzie w biegu indywidualnym zajął 32. pozycję, a w sztafecie był siódmy.

## Osiągnięcia

### Igrzyska olimpijskie
| Rok  | Miejscowość | Konkurencje | Konkurencje | Konkurencje | Konkurencje | Konkurencje | Konkurencje | Konkurencje |
| Rok  | Miejscowość | IN          | SP          | PU          | MS          | RL          | MR          | SR          |
| ---- | ----------- | ----------- | ----------- | ----------- | ----------- | ----------- | ----------- | ----------- |
| 1980 | Lake Placid | 32.         | –           | nd.         | nd.         | 7.          | nd.         | –           |

### Mistrzostwa świata
| Rok  | Miejscowość | Konkurencje | Konkurencje | Konkurencje | Konkurencje | Konkurencje | Konkurencje | Konkurencje |
| Rok  | Miejscowość | IN          | SP          | PU          | MS          | RL          | MR          | SR          |
| ---- | ----------- | ----------- | ----------- | ----------- | ----------- | ----------- | ----------- | ----------- |
| 1978 | Hochfilzen  | 21.         | 20.         | nd.         | nd.         | 7.          | nd.         | –           |
| 1979 | Ruhpolding  | 5.          | –           | nd.         | nd.         | 2.          | nd.         | –           |
| 1981 | Lahti       | –           | 31.         | nd.         | nd.         | –           | nd.         | –           |

### Puchar Świata

#### Miejsca w klasyfikacji generalnej
| Sezon     | Miejsce |
| --------- | ------- |
| 1977/1978 | ?       |
| 1978/1979 | ?       |
| 1979/1980 | -       |
| 1980/1981 | -       |

#### Miejsca na podium chronologicznie
Seppänen nigdy nie stanął na podium indywidualnych zawodów PŚ.